# Uzsok
Uzsok (ukránul: Ужок) falu Ukrajnában, Kárpátalján, az Ungvári járásban.

## Földrajz
Nagybereznától 45, Ungvártól 90 km-re, az Uzsoki-hágó alatt, az Ung folyó eredeténél fekszik.

## Története
Első írásos említése 1582-ből való, már ekkor mai nevén írták, Uzsok formában. Ekkor egy járvány teljesen kipusztította a lakosságát. Ezután Galíciából telepítették be újra.
A 18–19. században kamarai birtok volt. Nagy erdőterület tartozik hozzá. 1727-ben Uzsok, 1773-ban Uszak, 1800 körül Uszok, 1851-ben Uzsok néven írták.
A 20. század elején Ung vármegye Nagybereznai járásához tartozott. 1910-ben 1045 lakosából 62 magyar, 130 német, 823 ruszin volt. Ebből 65 római katolikus, 843 görögkatolikus, 125 izraelita volt.
1914-ben az első világháború idején kétszer is fontos csatát vívott itt az osztrák–magyar hadsereg a betörő orosz hadsereggel.

## Népesség
| 2001 | 753 |

A népesség anyanyelv szerinti megoszlása a teljes népesség %-ában (2001)

## Közlekedés
A települést érinti a Csap–Ungvár–Szambir–Lviv-vasútvonal.

## Emlékhelyei, nevezetességei

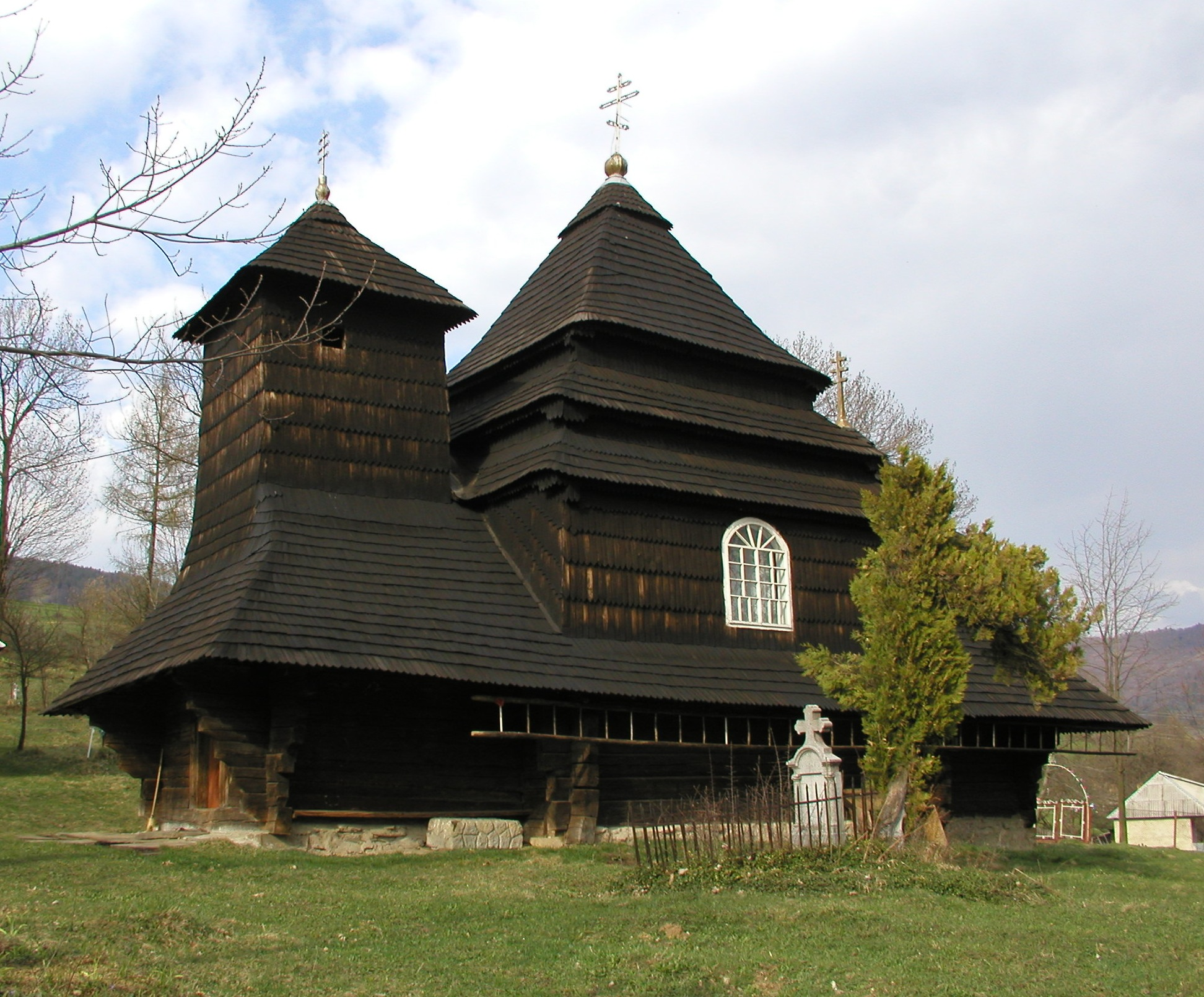
Görögkatolikus fatemplom Uzsokon

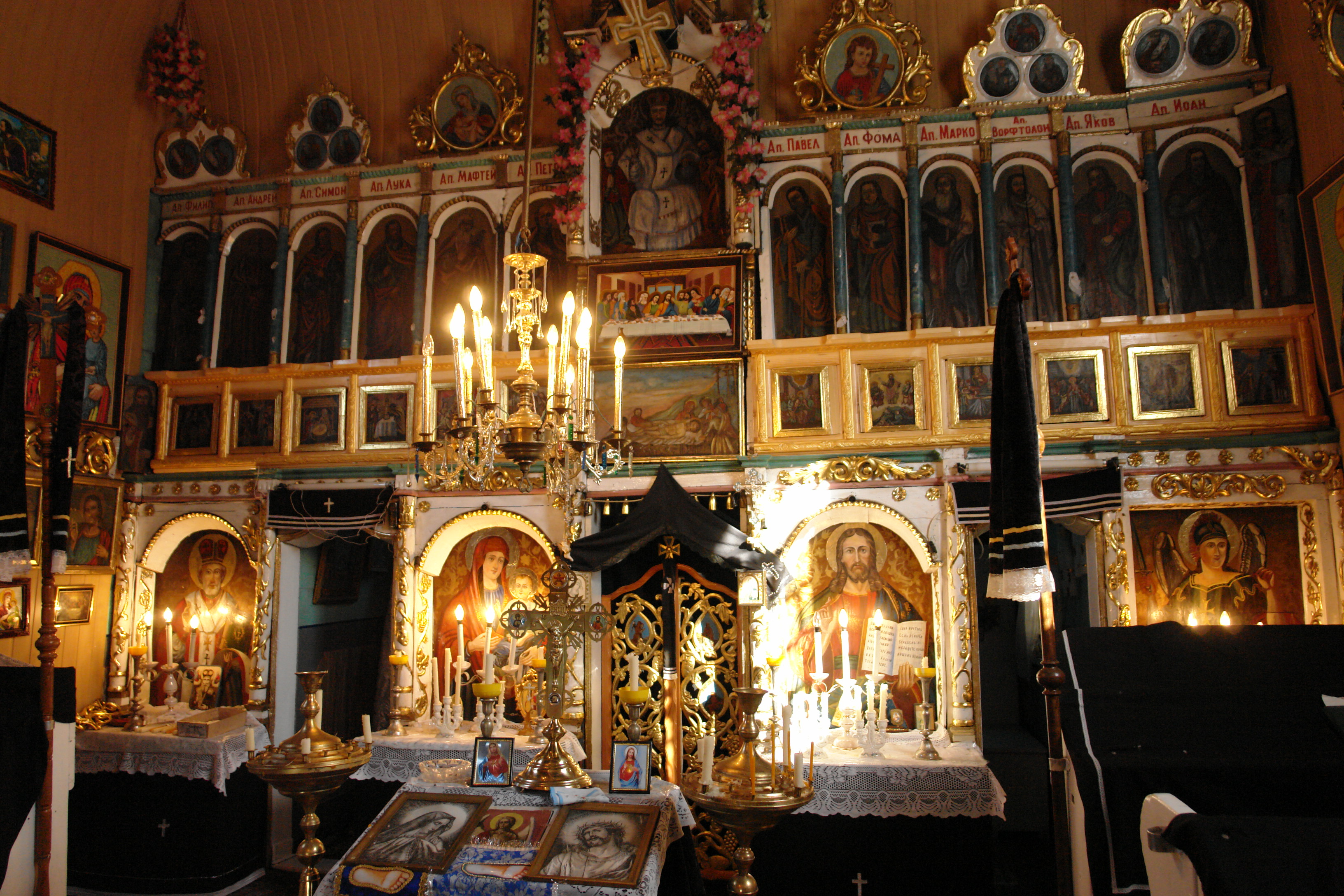
Görögkatolikus templombelső

- A falu szélén, a hegyoldalban, festői környezetben a kis bojkó fatemplom. A görögkatolikus fatemplom Szent Mihály tiszteletére épült, kapuzata fölött 1745-ös évszám látható. A templom alaprajza és elrendezése a csontosi templomhoz hasonló. Elrendezése centrális és hosszházas elrendezés keveredése. Az alacsony templomhajó az eresztől a lábazatig lépcsőzetesen csökkenő. A hajót széles, alacsony eresz övezi, a bejárat fölött oszlopokra támaszkodik. Tetőzete hármas tagolódású, a templom zömök, sátortetős tornya a bejárat fölött emelkedik. Bejárati ajtaja faragott díszítésű. Belső terében sok sok faragás és gazdag díszítésű ikonosztáz található. A templom a világörökség része.
- A településen több lakóház is a ruszin faépítészet remeke. A házak tornácai faragott díszítésűek, színezésük a jellegzetes hucul kék.